# Rixa Kleinschmit
Rixa Kleinschmit (* 5. März 1981 in Neustadt in Holstein) ist eine deutsche Politikerin (CDU) und ab 2022 Abgeordnete des Schleswig-Holsteinischen Landtages.

## Leben
Kleinschmit machte eine Ausbildung zur Rechtsanwalts- und Notarfachangestellten. Sie studierte Agrarwirtschaft an der FH Kiel und der SHL Zollikofen (Schweiz) und legte 2008 den Abschluss als Dipl.-Ing. agr. (FH) an der FH Kiel ab. Von 2008 bis 2011 war sie Mitarbeiterin des Bauernverbandes Schleswig-Holstein und ab 2011 Geschäftsführerin des Kreisbauernverbandes Rendsburg-Eckernförde. 
Sie ist verheiratet und hat zwei Töchter.

## Politik
Kleinschmit trat 1999 der CDU bei und ist seit 2013 bürgerliches Mitglied im Umwelt- und Bauausschuss des Kreises Rendsburg-Eckernförde, bürgerliches Mitglied im Gemeinderat Westerrönfeld und Mitglied des CDU-Ortsvorstandes Westerrönfeld. Seit 2019 ist sie Fraktionsvorsitzende des Ortsverbandes Westerrönfeld und seit 2021 Kreistagsabgeordnete. Für die Landtagswahl in Schleswig-Holstein 2022 kandidierte sie als Direktkandidatin im Landtagswahlkreis Rendsburg als Nachfolgerin von Hans Hinrich Neve und wurde mit 44,9 % der Stimmen direkt gewählt.